# Апарат за кафу
Апарати за кафу су уређаји који се користе за кување кафе. Иако постоји много различитих врста апарата за кафу који користе неколико различитих принципа кувања кафе, најчешће се праве тако што се кафа ставља у папирни или метални филтер унутар левка, који је постављен преко стаклене или керамичке посуде за кафу. Хладна вода се излива у посебну комору, која затим кључа и усмерава у левак. То се такође назива и аутоматско капање.

## Историја
Стотинама година је прављење кафе био једноставан процес. Печена и млевена зрна кафе стављена су у лонац у коју је додата топла вода, а затим је то пратило стављање поклопца како би се започео поступак инфузије. Типични дизајни садрже лонац с равним проширеним дном за хватање зрна кафе који тону. Други модели имају широку избочину у средини лонца како би се ухватила зрна када се сипа кафа.
Око 1889. у Француској је уведен поступак вађења инфузије. То је укључивало потапање млевених зрна кафе, обично затворених у платненој кеси, у врућу воду и остављано је да се стоји тако док се не постигне жељена јачина кафе. Ипак, током 19, па и почетком 20. века, сматрало се адекватним да се додаје у кипућу воду додаје кафа и кува док се не добије жељена боја и мирис.

## Типови апарата

### Вакуум апарат
Остали уређаји за припрему кафе постали су популарни током деветнаестог века, укључујући разне машине по принципу вакуума. Таква машина Napier која је изумљена 1840. године била је рани пример те врсте. Иако су опште превише сложени за свакодневну употребу, вакуумски уређаји били су цењени за производњу бистре кафе и били су популарни до средине двадесетог века.
Принцип вакуумског апарата био је да загрева воду у доњој посуди све док експанзија није присилила садржај кроз уску цев у горњу посуду која садржи млевену кафу. Кад је доња посуда била празна и прошло је довољно времена за припрему, топлота је уклоњена и резултирајући вакуум повукао је кафу уназад кроз цедило у доњу комору, из које се могло декантирати.

### Кувало
Кувала су се почели развијати од средине деветнаестог века. У Сједињеним Државама, Џејмс Мејсон из Масачусетса патентирао је рани дизајн кувала 1865. Патент Хансона Гудриха одобрен је 16. августа 1889. године, а његов опис мало се разликује од кувала који се данас продају. Дизајном овог уређаја, вода се загрева у врелом лонцу са уклоњивим поклопцем, све док се загрејана вода кроз металну цев не утисне у корицу за вариво у којој се налази кафа. Извађена течност исуши се из посуде за течност, где се одбаци у лонац. Овај се поступак непрекидно понавља током циклуса варења све док течност која више пута пролази кроз кафу не буде довољно натопљена. Чиста комора за преглед у облику прозирног дугмета на поклопцу омогућава кориснику да процени када је кафа постигла одговарајућу боју и јачину.
Увођењем електричног кувала за кафу у дом почетком 70-их година прошлог века популарност традиционалне верзије је пала, а тако и тржиште самосталних филтера млевене кафе.

### Посуда за мока кафу
Ова посуда је апарат за кафу који производи кафу пропуштањем вруће воде под притиском паре кроз млевену кафу. Први га је патентирао проналазач Луиђи Де Понти за Алфонса Бијалетија 1933. године. Бијалети компанија наставља да производи исти модел под именом "Мока Екпрес".

### Електрични уређаји
Електрични апарат за кафу кап по кап такође се може назвати дриполатор. Обично ради тако што воду из резервоара за хладну воду доводи у флексибилно црево у дну резервоара које води директно у танку металну цев или грејну комору (обично од алуминијума), где грејни елемент око металне цеви греје воду. Грејна вода се креће кроз машину по принципу термосифона. Термички индуковани притисак и ефект сифона премештају загрејану воду преко изолованог црева од гуме или винил, у главу за прскање, и на млевену кафу која се налази у корпи за припрему кувања постављеној испод главе за прскање. Кафа пролази кроз филтер и капље доле. Једносмерни вентил у цеви спречава да се вода слива назад у резервоар. Термостат причвршћен на грејни елемент искључује грејни елемент како би се спречило прегревање воде у металној цеви (прегревањем би се произвела само пара у цреву за довод), а затим се поново укључује када се вода охлади испод одређеног прага. За 10-12 шољица кафе, коришћење снажнијег термостатски контролисаног грејног елемента (у смислу произведене снаге), може брже загревати повећану количину воде користећи веће грејне коморе, углавном стварајући веће просечне температуре воде на прскајте главу током целог циклуса варења. Овај процес се може побољшати променом алуминијумске конструкције већине комора за грејање у метал врхунских квалитета преноса топлоте, као што је бакар.
Машина за еспресо форсира воду под притиском кроз фину подлогу да би створила густу, концентровану кафу. Еспресо машине могу бити на парни погон, на клипове, на пумпе или са ваздушним пумпама. Машине такође могу бити ручне или аутоматске.

## Дизајнерска разматрања апарата за кафу
Почетком двадесетог века, иако су неки произвођачи апарата за кафу тежили једнообразности дизајна (нарочито перколатора са вршним грејачима), други су показали широк избор стилских разлика. То је нарочито дошло до изражаја код вакуумске класе уређаја, за коју су биле потребне две потпуно одвојене коморе спојене у конфигурацији пешчаног сата, што је послужило као плодан извор инспирације за индустријске дизајнере. Интересовање за нове дизајнерске приступе вакуумским апаратима поново је оживљено је током америчког покрета Уметности & заната, при чему је дошло до увођења апарата за производњу кафе марке „Сајлекс”, заснованих на моделима које су развиле масачусетскет домаћице Ен Бриџес и госпођа Сатон. Њихова употреба Пајрекса решила је проблем крхкости и ломљивости који су чинили ову врсту машине комерцијално непривлачном. Током 1930-их, једноставне, чисте форме, направљене у све већој мери од метала, привлачиле су позитивну пажњу индустријских дизајнера, под великим утицајем функционалистичког императива покрета Баухаус и Стримлајн. Управо се у то време појавио Санбимов елегантни вакуумска уређај Кофимастер, коју је обликовао познати индустријски дизајнер Алфонсо Ајанели. Популарност стакла и пајрекс кугли привремено је оживела током Другог светског рата, услед ограничене доступности алуминијума, хрома и других метала кориштених у традиционалним апаратима за кафу.
Утицај науке и технолошког напретка као мотив послератног дизајна на крају се осетио у производњи и пласману кафе и апарата за кафу. Потрошачки водичи су наглашавали способност уређаја да задовољи стандарде температуре и времена кувања, као и однос растворљивих елемената између течности и талога. Индустријски хемичар Петер Шлумбом изразио је научни мотив најјасније у свом апарату за кафу, „Хемекс”, који је од свог почетног маркетинга почетком 1940-их година прошлог века користио научни ауторитет као продајно средство, описујући производ као „начин на који хемичар прави кафу”, и детаљно дискутујући о квалитету производа на лабораторијском језику: „левак Хемекса ствара идеалне хидростатичке услове за јединствену Хемексну екстракцију.” Јединствени Шлумбом уређај, једнострука Пајрексна посуда обликована да држи заштићени филтерски конус, личила је на ништа више од дела лабораторијске опреме, и изненађујуће је постала популарна једно време у иначе веома аутоматизованим домаћинствима 1950-их опседнутих технологијом.
У каснијим годинама, произвођачи апарата за кафу почели су да усвајају у већој мери стандардизоване форме, сразмерно великом повећању обима производње потребном да би се задовољила потражња потрошача након рата. Пластика и композитни материјали почели су да замењују метал, посебно са појавом новијих електричних капључих апарата за кафу током 1970-их. Током 1990-их, потражња потрошача за атрактивнијим апаратима који надопуњују скупе модерне кухиње резултирала је новим таласом редизајнираних апарата за кафу у ширем распону доступних боја и стилова.